# Brejinho (Pernambuco)
Brejinho é um município brasileiro do estado de Pernambuco. O município é constituído pelo distrito sede, pelos povoados de Vila de Fátima, Placas da Piedade e Lagoinha. Sua população atual conforme dados de 2023 de 7.706 habitantes, sendo o 13º município mais populoso da Microrregião do Pajeú.

## História
A região que hoje compreende o município de Brejinho já era habitada desde meados do século XIX, sendo que há registros que comprovam a construção de um açude feito por escravos no sítio Belém em 1825. Há também registros da presença de famílias bem constituídas nesse território desde meados da década de 1910, em diversos sítios como: Santana, Caldeirão, Serraria, Logradouro, Serrinha, Foveira, Tamboril e Vidéo. Nesses sítios foram celebrados missas, casamentos e batizados, essas cerimônias eram realizadas pelos padres da Paróquia de São José, sendo que todo território que hoje faz parte de Brejinho, pertencia a São José do Egito nesse período. Aqui já era um ponto de parada para os comerciantes que transitavam entre Teixeira-PB e o Alto Sertão do Pajeú.
Em 24 de agosto de 1927 foi criada pelo Bispo da Diocese de Pesqueira, Dom José Antônio de Oliveira Lopes, a Paróquia de São Pedro em Itapetim, e com isso a vida religiosa de Brejinho ficou ligada a paróquia recém-criada. Vale ressaltar que nesse período a Vila de Umburanas (atual Itapetim) ainda continuou pertencendo a São José do Egito, o desligamento foi apenas da paróquia, e a Emancipação Política só veio em 1953.
Dessa forma, no dia 6 de fevereiro de 1928, uma segunda-feira, o recém-empossado Padre João Leite Gonçalves de Andrade chegou à casa do Senhor Manoel Simão da Silva, popularmente chamado de Seu Paizinho, no sítio Brejo de José Nunes, para em latim, celebrar pela primeira vez a missa naquela localidade. Já havia certo número de famílias que vinham residindo nessas imediações, e com isso o vigário conseguiu articular que se fizesse uma feira, obtendo com o Senhor José Oscar de Melo, prefeito da cidade de São José do Egito-PE, a qual pertencia o território, que não se cobrassem impostos por dois anos como forma de incentivar os comerciantes a atuarem na nova feira.
Depois de organizada a feira, foi iniciada a construção de uma capela, em um terreno cerca de 600 metros da casa do senhor Manoel Simão, local conhecido como Brejo de José Nunes, e que depois ficou denominado de Brejinho. O terreno foi escolhido pelo próprio vigário, e o padroeiro escolhido foi São Sebastião, o Padre João Leite deixou registrado no Livro de Tombo da paróquia que o senhor Manoel Resende de França (Manoel Lulu) foi um dos grandes contribuintes para tal realização.
Foi a partir dessa missa celebrada pelo Padre João Leite e posterior realização da feira que Brejinho passou a se constituir enquanto comunidade.  A Capela de São Sebastião que foi iniciada em 1928, ficou totalmente concluída em janeiro de 1932 quando aconteceu a primeira festa em homenagem ao padroeiro São Sebastião, tradição que se mantém até os dias atuais, sendo o dia 20 de janeiro, dia do padroeiro, feriado municipal.
Há também várias pedras em localidades brejinhenses com pinturas rupestres, duas delas estão no Sítio Laje do Agostinho, na propriedade de José Carlos Pereira de Lira, é a Pedra do Índio e a Pedra do Milho. Já no sítio Belém, na terra pertencente à família do senhor José Marques Irmão, popularmente conhecido por Zuza Marques, há uma enorme pedra, com uma loca e pinturas rupestres, chamada de Pedra Bonita. Ainda no sítio Belém, em um terreno distante cerca de 2 km da zona urbana de Brejinho, que pertence à família de Gervásio Alves da Costa (Valdinho); encontramos mais uma pedra chamada “Pedra do Letreiro”, nela há figuras rupestres, há ainda outra Pedra no Sitio Caldeirão com mais pinturas.  Todas elas revelam a presença do homem primitivo nessa região. As pinturas rupestres, segundo pesquisas já realizadas, datam de aproximadamente 10 mil anos. Essa mesma região também foi habitada por tribos indígenas.
Brejinho pertenceu à cidade de São José do Egito-PE até a Emancipação Política de Itapetim-PE que aconteceu em 29 de dezembro  de 1953, instalando-se o governo municipal em 1º de junho de 1954, tendo o Padre João Leite desempenhado um importante papel nessa conquista, chegando inclusive a presidir a sessão que deu posse ao prefeito interino Francisco José de Maria. Diante dessa situação, o então povoado de Brejinho passou a fazer parte do território de Itapetim, se tornando o principal distrito da nova cidade.
Destacamos os primeiros moradores no então povoado de Brejinho: Manoel Resende de França (Manoel Lulu), Manoel Simão da Silva, Pedro Sampaio da Silva, José Gomes da Silva, José Gomes Alves, João Sampaio Sobrinho, Amaro Simão da Silva, João Nunes da Costa, José Nunes do Brejo, Manoel Ferreira da Silva, Manoel Valentim de Sousa, Felix Alves da Costa, Antônio Felix da Rocha, entre outros.
Brejinho localiza-se na região do Alto Sertão do Pajeú, ao Norte do Estado, fronteira com a Paraíba e a margem da PE-275. Ficando a 415 Km de Recife-PE, capital pernambucana. Nosso clima é semiárido, com secas prolongadas e temperatura muito elevada. A vegetação predominante é a caatinga. Existem três povoados: Vila de Fátima, Lagoinha e Placas de Piedade, e mais de 20 sítios.  Localiza-se a uma latitude 07º20'58" sul e a uma longitude 37º17'10" oeste, estando a uma altitude de 737 metros. Sua população segundo dados do censo de 2023 é de 7.706 habitantes. O município está incluído na área geográfica de abrangência do semiárido brasileiro.

A Emancipação Política

O processo de Emancipação Política tem inicio em 1962 quando o deputado Inácio Valadares Filho, conhecido por Inacinho, da UDN, que era natural da cidade de São José do Egito e filho de um grande chefe político da região, o senhor Inácio Mariano Valadares, apresentou, em 20 de dezembro de 1962, o projeto nº 2.183 que criava o município de Brejinho. O projeto de emancipação, conduzido por Inácio Valadares, volta a aparecer nas páginas do Diário Oficial do Estado em março de 1963, agora como projeto nº 7.
Porém havia um problema, segundo o Censo de 1960 havia 6.028 habitantes na área que pretendia desmembrar-se de Itapetim. De acordo com a lei 445 de 4 de janeiro de 1949, que regulamentava a criação de novos municípios, a exigência era de no mínimo 7.000 mil, assim, faltavam 972 habitantes. Contudo, havia um significativo interesse em se criar essa nova cidade no sertão do Pajeú, tanto as forças políticas da UDN como seus opositores do PSD ansiavam por tal feito. O deputado estadual Inácio Valadares e o deputado Walfredo Siqueira, que embora fossem adversários políticos na região, trabalharam juntos pela emancipação.
Para solucionar o problema do total de habitantes, entra em cena mais uma vez o padre da Paróquia de Itapetim, João Leite Gonçalves de Andrade, com a influência política, que desempenhava à época na região. Foi anexado ao projeto nº 7 uma certidão fornecida pelo vigário, em que ele afirmava que desde o censo de 1960 até o dia 30 de outubro de 1963, foram batizados em Brejinho 1.322 crianças, dessa forma, estava sanada a deficiência inicial. “Desde que a palavra de um sacerdote, ao nosso ver, deve merecer todo o acato desta comissão”, disse o deputado Inácio Valadares em sua justificativa. O Padre chegou a proferir palestra em reunião com os líderes políticos para mostrar os dados de batizados que redigira na certidão. Sendo assim, o projeto de Inácio Valadares foi votado e aprovado em 1ª e 2ª discussão por unanimidade e transformado em Lei Nº 9.996 de 20 de dezembro de 1963, foi sancionada pelo Governador Miguel Arraes de Alencar, entrando em vigor a partir de 1º de janeiro de 1964.
Desmembrado de Itapetim, estava enfim, criado o município de Brejinho-PE.  O próximo passo foi a nomeação do prefeito interino e consequente instalação do município. O comerciante Ivo Vicente Ferreira foi o escolhido; ele era amigo do prefeito de Itapetim, Antônio Piancó Sobrinho, e também do deputado Walfredo Siqueira, que nesse ano de 1964 estava como presidente da Assembleia Legislativa de Pernambuco. A nomeação de Ivo, juntamente com a de mais 20 prefeitos, foi publicada em 15 de fevereiro do ano em curso. Ele tomou posse pelas mãos de Miguel Arraes em uma solenidade realizada no dia 22 de fevereiro de 1964 no Palácio do Campo das Princesas em Recife. A prefeitura municipal foi instalada no prédio onde funcionava o Grupo Escolar Marta Leite que também abrigou a Câmara de Vereadores.
No último domingo de abril, dia 25, de 1965, aconteceu a primeira eleição em Brejinho. Concorreram José Severino de Araújo, do PSD, apoiado pelo deputado estadual Walfredo Siqueira, e Lourival Costa, da UDN, com o apoio do deputado Inácio Valadares e de seu pai, o coronel Inácio Mariano Valadares. A votação apurada nessa primeira eleição foi de 988 votos, dos quais José Severino saiu vitorioso com 497 deles, sendo eleitos pelo seu partido 5 vereadores; já a UDN elegeu 4. A posse do primeiro prefeito eleito e dos vereadores aconteceu na manhã de 16 de maio, um domingo, do citado ano. A eleição para a mesa diretora elegeu o vereador do PSD Mário Leite Gomes como presidente da casa. O prefeito interino Ivo Vicente, que apoiou José Severino na eleição, estava presente na solenidade, assim como o Padre João Leite de Andrade, que foi o primeiro a assinar o livro de Ata

Cronologia da Emancipação Política de Brejinho-PE

·      10/04/1962 = O Povoado de Brejinho é elevado a categoria de Vila, constituindo respectivamente o 2º distrito do Município de Itapetim-PE. pela lei municipal nº 14/62, de 10-04-1962, subordinado ao município de Itapetim-PE.  

·      20/12/1963 = Publicação no Diário Oficial da lei de criação do município. Publicada nessa data, a Lei nº 4.996/63 entrou em vigor a partir do dia 1º de janeiro de 1964.

·      01/01/1964 = A Lei nº 4.996/63 entrou em vigor.

·      15/02/1964 = A nomeação do prefeito interino, Ivo Vicente Ferreira, é publicada no Diário Oficial.

·      22/02/1964 = Ivo Vicente Ferreira toma posse como prefeito interino, consolidando a criação da cidade de Brejinho-PE.

Datas Histórias

·      06/02/1928: Fundação da comunidade de Brejinho - marcada pela missa que foi celebrada pelo Padre João Leite Gonçalves de Andrade.

·      22/02/1964: Emancipação Política de Brejinho – marcada pela posse do prefeito interino Ivo Vicente Ferreira.  
Pontos turísticos

Pedra Grande, Gruta do Morcego, Pedra do Letreiro, Pedra Bonita, Pedra do Índio, Pedra do Milho, Casa de Manoel Lulu no Sítio Tamboril, Motor de Energia, Pedra do Papa na Lagoinha, Nascente do Rio Pajeú, Açude da Serraria, Igreja Matriz de São Sebastião.

A Nascente do Rio Pajeú
O Rio Pajeú, um dos mais importantes de Pernambuco, nasce em Brejinho; segundo fontes do governo estadual, entre os 6 principais rios de Pernambuco, está o Rio Pajeú, cuja área de drenagem da bacia hidrográfica é a maior do Estado, são aproximadamente 353 km da fonte até chegar no São Francisco. O Rio Pajeú cuja história é cantada por Luiz Gonzaga, recitada por tantos poetas, louvada pelos religiosos, nasce na Serra da Balança, no sítio Brejinho dos Ferreiras.
Durante muitos anos essa fonte foi perene, com água doce e potável. Esse olho d’água jorrou até mais ou menos 1983/1984. Foi ali que muitos sertanejos mataram a sede durante os períodos de seca. A Barragem da Serraria, principal reservatório de água da cidade, inaugurada em outubro de 1982, foi construída no leito do Rio Pajeú, que descendo pelo Degredo, passa na primeira ponte antes de chegar em Placas de Piedade, e adentra no município de Itapetim-PE.  
O povo brejinhense tem na Nacente do Rio Pajeú a sua maior riqueza, pois a nascente de um rio é algo grandioso. Hoje em dia, nossa cidade é conhecida como “A Terra Mãe do Rio Pajeú”, um nome que nos enche de orgulho e alegria. 
Fonte:

Abrahão Francisco da Costa Filho (Historiador – nº 0000042/PE)

COSTA FILHO, Abrahão Francisco da. Uma História de Brejinho-PE: por meio dos livros (1964-2005). Juiz de Fora: Editora Vila Rica, 2022.

## Geografia
Localiza-se a uma latitude 07º20'58" sul e a uma longitude 37º17'10" oeste, estando a uma altitude de 737 metros, localiza-se a aproximadamente 400 km da capital Recife. 
As "cidades-pólo" mais próximas são: São José do Egito, Afogados da Ingazeira, Serra Talhada e Arcoverde.
O município tem por Padroeiro São Sebastião, cuja festa é celebrada no período de 11 a 20 de janeiro, mês que a cidade tem um maior número de visitantes atraídos pelas festividades que são tradicionais em toda região. A cada ano cresce a festa em todos os níveis, aumentando também a quantidade de pessoas que ocupam as ruas da cidade e principalmente seu desenvolvimento, cultural, político, econômico e social.
O município está incluído na área geográfica de abrangência do semiárido brasileiro, definida pelo Ministério da Integração Nacional em 2005. Esta delimitação tem como critérios o índice pluviométrico, o índice de aridez e o risco de seca.